# Big man (chính trị học)
Trong chính trị học phương Tây, big man là khái niệm chỉ một cá nhân lãnh đạo quốc gia một cách chuyên quyền độc đoán, đầy tham nhũng và thường là theo chủ nghĩa toàn trị.
Thường liên quan đến những quốc gia theo chủ nghĩa bảo trợ mới, nơi có khuôn khổ luật pháp và cơ cấu tổ chức chính quyền mang nặng tính hình thức, tuy nhiên những nước này có được là nhờ mạng lưới bảo trợ, đỡ đầu theo chỗ thân tình. Sự phân phát quyền lợi chức vụ được đặt ưu tiên lên trên các chức năng chính thức của nhà nước, làm hạn chế nghiêm trọng khả năng của tầng lớp công chức trong việc làm chính sách vì lợi ích chung. Trong khi chủ nghĩa bảo trợ mới có thể được xem như là cơ chế chuẩn mực nơi mà nhà nước hiện đại được kiến tạo trong bối cảnh thời kỳ tiền công nghiệp, thì các biến thể ở châu Phi thường tạo ra cơ chế ông to bà lớn dưới dạng tổng thống chế một cách mạnh mẽ.